# Allolepis
Allolepis,  monotipski biljni rod iz porodice trava (Poaceae) smješten u vlastiti podtribus Allolepiinae. Jedina vrsta je A. texana, trajnica iz Teksasa i sjeveroistočnog Meksika

## Sinonimi
- Distichlis texana (Vasey) Scribn.
- Poa texana Vasey
- Sieglingia wrightii Vasey